# Parc Rantapuisto
Le parc de la rive (finnois : Heinolan rantapuisto) est un parc à Heinola en Finlande.

## Le parc
Le parc a une superficie de 2,01 hectares.
Sa construction commence en 1892 et a continué tout au long de la décennie.
En 1901, les plantations du parc sont détruites par une inondation et seront replantées en 1903.
La floraison des pommiers et des lilas attire les visiteurs au printemps.
Les anciennes maisons en bois du jardin de l'ancien gouverneur, dont là plus ancienne date des années 1830, sont conservés dans le parc Rantapuisto.
Le théâtre d'été d'Heinola est construit dans le parc.

## Le peuplier du Tsar
Le plus grand arbre de Finlande, le peuplier du tsar (Populus Petrowskiana), pousse dans le parc. 
L'arbre a une circonférence de 865 cm à sa base et de 637 cm à une hauteur de 1,5 mètre. 
Sa hauteur est d'environ 34,5 mètres.